# Lebenyes gekkó
A lebenyes gekkó (Gekko kuhli) vagy repülő gekkók egy Ázsiában őshonos gekkófaj.

## Nevének eredete
A lebenyes gekkó (gekko kuhli) nevét a német állatorvos, Heinrich Kuhl tiszteletére kapta.

## Leírása
A Gekko kuhlik, vagy repülő gekkók élőhelye Kambodzsa északkeleti része (Mondulkiri, Ratanakiri, Stung Treng) Dél-Thaiföld (Nakhon Si Thammarat, Satun, Pattani), Mianmarban, Északkelet-India, a Maláj-félsziget (beleértve Pulau Tiomanot, Johor: Pulau Besar), Nikobár-szigeteket is, valamint Indonézia (Szumátra, Jáva, Borneó, Simalur) és Szingapúr.

## Tartásuk
A repülő gekkók tartásuk során többek között nagyméretű, kb. 130-150 literes terráriumot és gondos kezelést igényelnek. A repülő gekkók rovarevők. Fogságban tücskökön és hasonló rovarokon élnek.
E gekkók figyelemre méltó álcázással rendelkeznek, szinte észrevétlenek, mivel képesek összeolvadni a fakéreggel, melyben segítségükre vannak a testük mindkét oldalán található bőrszárnyak és a lapos farok is.
A repülő gekkók, mint sok más gekkófaj, bonyolult lábujjaikon is mikroszkopikus szőrszálakat fejlesztettek ki, amelyek szinte bármilyen felületre tapadhatnak, beleértve az üveget is.

## További információ
- biodiversitylibrary.org    The Eggs and Flight of the Gecko Ptychozoon Kuhli Stejneger from Car Nicobar v.58 (1961) - The journal of the Bombay Natural History Society. - Biodiversity Heritage Library
- Flying Gecko (An Overview & Caresheet) - SnakeTracks.com
- Bruce A. Young, Cynthia E. Lee, and Kylle M. Daley    "On a Flap and a Foot: Aerial Locomotion in the “Flying” Gecko, Ptychozoon kuhli,"  Journal of Herpetology 36(3), 412-418, (1 September 2002). https://doi.org/10.1670/0022-1511(2002)036[0412:OAFAAF]2.0.CO;2